# 妙烏縣
妙烏縣，又譯謬杭縣，為緬甸若開邦下轄的一個縣，其區域面積為8,328.2平方公里，2014年人口669,131人。該縣下分4個鎮區。妙烏為該縣之首府。

## 行政区划
妙烏縣下轄4鎮區：
- 皎道鎮區（Kyauktaw Township）
- 敏比亞鎮區（Minbya Township）
- 妙烏鎮區（Mrauk-U Township）
- 彌蓬鎮區（Myebon Township）